# Ioan Pop
Ioan Pop (ur. 24 października 1954 w Klużu-Napoce) – rumuński szablista, dwukrotny medalista olimpijski i dwukrotny medalista mistrzostw świata.
Na igrzyskach olimpijskich w Montrealu w 1976 reprezentacja Rumunii w składzie: Dan Irimiciuc, Ioan Pop, Marin Mustață, Cornel Marin, Alexandru Nilca zdobyła brązowy medal w zawodach drużynowych. Indywidualnie był czwarty, przegrywając rywalizację o brązowy medal o 3 punkty z Wiktorem Sidiakiem z ZSRR. Podczas rozgrywanych cztery lata później igrzysk olimpijskich w Moskwie był piąty w rywalizacji drużynowej i trzynasty w indywidualnej. Brał również udział w igrzyskach olimpijskich w Los Angeles w 1984, wspólnie z Cornelem Marinem, Alexandru Chiculițą, Marinem Mustațą i Vilmoșem Szabo zajmując drużynowo trzecie miejsce. W zawodach indywidualnych zajął tym razem ósmą pozycję.
Podczas mistrzostw świata w Grenoble w 1974 wraz z Danem Irimiciuciem, Cornelem Marinem i Alexandru Nilcą zdobył srebrny medal w zawodach drużynowych. Rumuni zostali jednak zdyskwalifikowani za stosowanie dopingu. W tej samej konkurencji zdobył srebro na mistrzostwach świata w Buenos Aires w 1977, a podczas mistrzostw świata w Budapeszcie dwa lata wcześniej zajął trzecie miejsce.
Po zakończeniu kariery został trenerem.